# Scholte Jansen

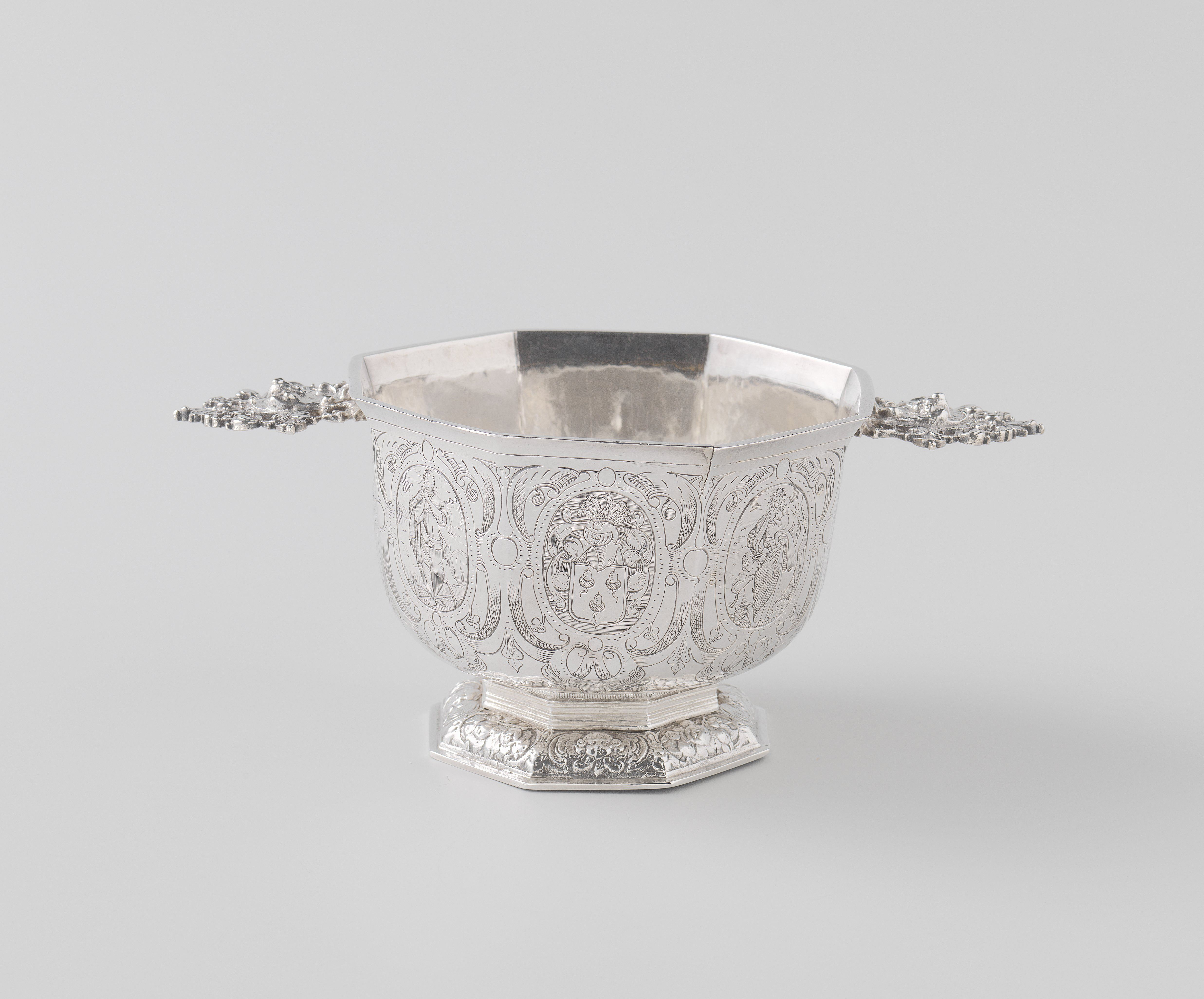
Brandewijnkom

Scholte Jansen (ook Scholte Janssen, Sneek, 1607 – aldaar, 1676) was een Noord-Nederlands zilversmid.
Jansen was actief in Sneek in het midden van de 17e eeuw. In 1648 maakte hij een beker ter herdenking aan het Beleg van Breda in 1637 met een gegraveerde voorstelling, die ontleend is aan een prent van Claes Jansz. Visscher (II). Volgens de overlevering werd deze beker door Frederik Hendrik van Oranje geschonken aan de stadstimmerman van Breda, Jacobus van Rijckevorsel (1583-1656), voor zijn verdiensten tijdens het Beleg van Breda.
In het Rijksmuseum Amsterdam bevindt zich een achthoekige brandewijnkom toegeschreven aan Jansen uit 1667. In het Fries Scheepvaart Museum bevindt zich eenzelfde soort kom uit 1674 gegraveerd met scènes uit het leven van Christus.
1. ↑  Brandewijnkom, collectie Rijksmuseum
2. ↑  brandewijnkom, collectie Fries Scheepvaart Museum